# Wilcox (Washington)
Wilcox az Amerikai Egyesült Államok északnyugati részén, Washington állam Whitman megyéjében elhelyezkedő kísértetváros. A településen nem végeznek népszámlálást.
A helység postahivatala 1892-től 1935-ig működött. A Wilcox név Robert Wilcox postamestertől származik.

## Fordítás
Ez a szócikk részben vagy egészben  a   Wilcox, Washington című angol Wikipédia-szócikk ezen változatának fordításán alapul.  Az eredeti cikk szerkesztőit annak laptörténete sorolja fel. Ez a jelzés csupán a megfogalmazás eredetét és a szerzői jogokat jelzi, nem szolgál a cikkben szereplő információk forrásmegjelöléseként.